# Хутор имени Ленина (Ростовская область)
Имени Ле́нина — хутор в Миллеровском районе Ростовской области. Входит в Тренёвское сельское поселение.

## География
Расположен на левом берегу реки Полная в 12 км к северо-западу от Миллерово, в 195 км к северу от Ростова-на-Дону и в 80 км к северо-востоку от Луганска. Вытянут с севера на юг вдоль дороги Долотинка — Мальчевско-Полненская (в хуторе носит название улица Викторовская).

## История
Немцы-колонисты появились в 1878 году, основав у реки Полной первую дочернюю колонию — Викторфельд (Викторовка, рядом с нынешней Мальчевско-Полненской слободой). В ней проживали 548 человек, из них 522 немца.
Место рожд. художника Д. Д. Лидера (1917—2002).

## Население
| 2010 |
| ---- |
| 113  |